# Simeon Olcott
Simeon Olcott (Bolton, 1735. október 1. – Charlestown, 1815. február 22.) az Amerikai Egyesült Államok szenátora (New Hampshire, 1801–1805).